# Remission
《Remission》은 2002년 5월 28일 릴랩스 레코드에서 발매된 미국의 헤비 메탈 밴드 마스토돈의 데뷔 스튜디오 음반이다. 디럭스 에디션은 2003년 10월 21일에 발매되었다.

## 제작
대부분의 곡들은 이 음반이 녹음되기 훨씬 전에 쓰여졌다. 보컬리스트 에릭 새너가 여전히 이 밴드에 있는 동안, 〈Trainwreck〉는 2000년에 처음 공연되었다. 〈Workhorse〉는 2001년 7월 멤피스에서 생방송으로 초연되었다. 〈Trampled Under Hoof〉, 〈Trilobite〉, 〈Where Bridges the Behemoth〉, 〈Crusher Destroy〉, 그리고 〈Mother Puncher〉는 모두 2001년 8월 7일 WFMU 라디오 쇼에서 연주되었다.
〈Crusher Destroyer〉의 시작 부분은 영화 《쥬라기 공원》에 나오는 티라노사우루스의 굉음을 짧게 샘플링한 것이 특징이다.

## 반응
| 전문가 평가     | 전문가 평가 |
| 평가 점수       | 평가 점수   |
| 출처            | 점수        |
| --------------- | ----------- |
| AllMusic        | [ 4 ]       |
| Metal Storm     | 10/10       |
| Pitchfork       | 9.0/10      |
| Punknews.org    | [ 7 ]       |
| Rock Hard       | 8/10        |
| Sputnikmusic    | [ 9 ]       |
| Stylus Magazine | A           |

《Remission》은 압도적으로 긍정적인 평가를 받았다. 올뮤직의 브라이언 오닐은 이 음반의 "기술적 황홀경"과 "프로그레시브 록 비율에 가까운 복잡한 경사"에 주목했다. 그는 또한 〈Ol'e Nessie〉의 "서던 사운드" 재즈 드럼과 깨끗한 기타를 올맨 브라더스 밴드에 비교했다.
《피치포크》의 브라이언 헤이우드는 이 음반의 프로듀싱과 드러머 브랜 다일러를 뛰어난 음악가라고 칭찬했다. "그들은 편곡을 풍미 있게 유지하기에 충분한 수학을 도입하지만, 빈티지 기타 리프에 드림 시어터와 같은 복잡성으로 과부하를 걸 정도는 아니다. 그리고 나서 그들은 그것을 멋지고 구식이며 블랙 사바스 스타일의 메탈 태도로 균형을 잡는다." 헤이우드는 "완전한 패키지는 시대를 초월하는 것처럼 들리지만, 당신이 전에 들어본 적이 없는 믿을 수 없는 방식으로"라고 논평했다.
《케랑!》은 그들의 목록에서 그 음반을 "13장의 가장 필수적인 슬러지 음반"으로 선정했다.

## 상업적 성과
2006년 현재 《Remission》은 미국에서 49,000장이 판매되었다.

## 곡 목록
모든 곡들은 마스토돈에 의해 작사/작곡하였다.
| #   | 제목                           | 재생 시간 |
| --- | ------------------------------ | --------- |
| 1.  | 〈Crusher Destroyer〉          | 2:00      |
| 2.  | 〈March of the Fire Ants〉     | 4:25      |
| 3.  | 〈Where Strides the Behemoth〉 | 2:55      |
| 4.  | 〈Workhorse〉                  | 3:45      |
| 5.  | 〈Ol'e Nessie〉                | 6:04      |
| 6.  | 〈Burning Man〉                | 2:46      |
| 7.  | 〈Trainwreck〉                 | 7:04      |
| 8.  | 〈Trampled Under Hoof〉        | 3:00      |
| 9.  | 〈Trilobite〉                  | 6:30      |
| 10. | 〈Mother Puncher〉             | 3:48      |
| 11. | 〈Elephant Man (기악)〉        | 8:05      |